# اسلام‌آباد (سرآب)
اسلام‌آباد، روستایی از توابع بخش مرکزی شهرستان سرآب در استان آذربایجان شرقی ایران است.

## جمعیت
این روستا در دهستان آغمیون قرار دارد و براساس سرشماری مرکز آمار ایران در سال ۱۳۸۵، جمعیت آن ۱٬۲۵۶ نفر (۳۱۵خانوار) بوده‌است.

## موقعیت جغرافیایی
روستای کرده مهین (اسلام‌آباد) در ۸ کیلومتری شمال شرقی شهرستان سرآب و در دامنة جنوبی قلۀ سبلان در کنار شهرک صنعتی سرآب بعد از روستای سیندان واقع شده‌است. این روستا به دلیل قرارگرفتن در دامنه سبلان یک رودخانه (نهر کرده میهن) که از چشمه‌های دامنه سبلان سرچشمه می‌گیرد بهره‌مند می‌شود. وجود ۳ چشمهٔ همیشه‌جوشان در داخل روستا خود منبع آبی برای کشاورزی است.